# Palazzo Porto (Piazza Castello)
| Imagem: Cidade de Vicenza e Villas de Palladio no Véneto | O Palazzo Porto (Piazza Castello) está incluído no sítio "Cidade de Vicenza e Villas de Palladio no Véneto", Património Mundial da UNESCO. |  |

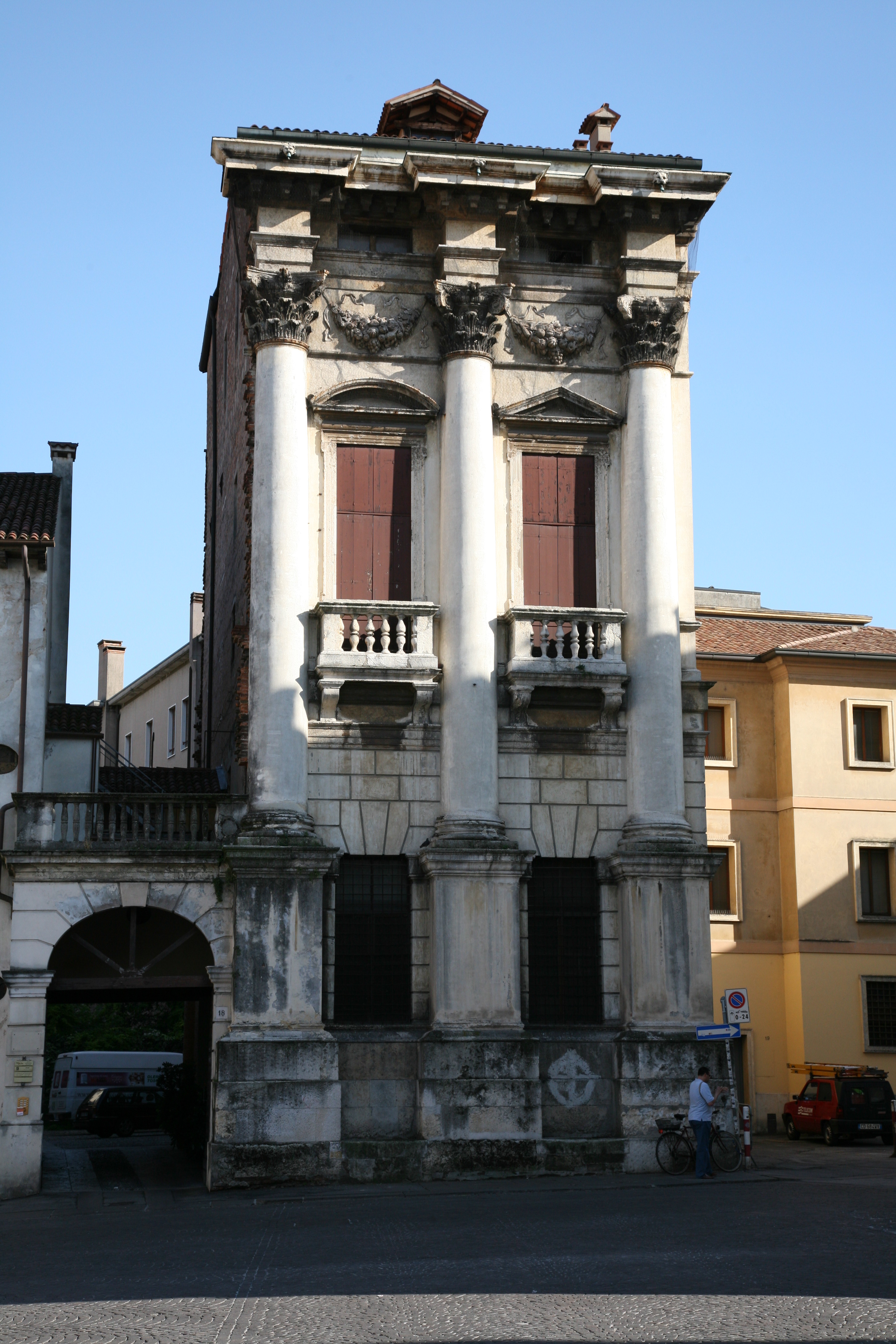
Fachada do Palazzo Porto na Piazza Castello.

O Palazzo Porto na Piazza Castello, também conhecido como Palazzo Porto Breganze, é um palácio nobre de Vicenza projectado cerca de 1571 para Alessandro Porto. O desenho, nunca completamente executado, é atribuido a Andrea Palladio. Trata-se de um dos dois palácios idealizados pelo famoso arquitecto na cidade para a família Porto, sendo o outro o Palazzo Porto no Contrà Porti.
O palácio está inserido no Património da Humanidade da UNESCO como parte do sítio Cidade de Vicenza e Villas de Palladio no Véneto.

## História

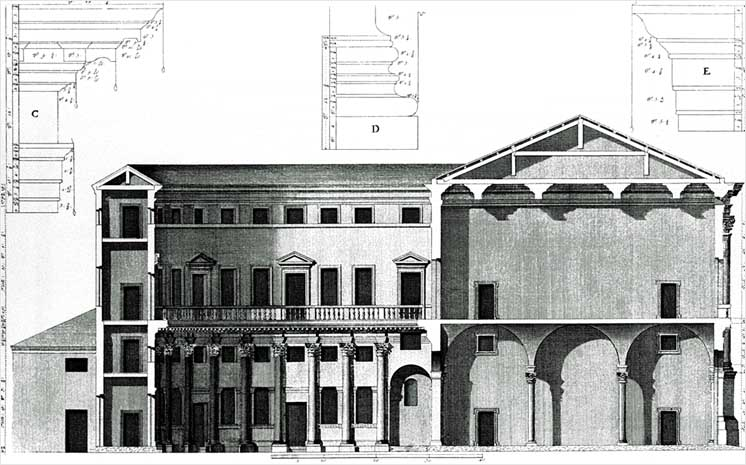
Secção por Ottavio Bertotti Scamozzi (1776), tendo por base o projecto incompleto de Palladio.

A impressionante secção de palácio que faz de fundo cenográfico à Piazza del Castello é o evidente testemunho do resultado desafortunado duma obra palladiana. À esquerda do fragmento é claramente visível a velha casa quatrocentista da família Porto, que estava destinafda a ser progressivamente demolida com o avanço da obra do novo palácio, coisa que, evidentemente, não aconteceu devido à prudência do cliente, Alessandro Porto.
A datação é incerta, mas sem dúvida posterior a 1570, tanto porque não está inserido em I Quattro Libri dell'Architettura (o tratado arquitectónico de Palladio publicado em Veneza naquele ano) como porque Alessandro recebeu de herança a propriedade da família na Piazza Castello depois da morte do pai, Benedetto, no âmbito da divisão dos bens da família com os irmãos Orazio e Pompeo, ocorrida em 1571.
Francesco Thiene, proprietário do palladiano Palazzo Thiene Bonin Longare no outro extremo da praça, casou com Isabella Porto, irmã de Alessandro, e como já tinha acontecido no caso de Iseppo Porto e dos cunhados Marcantonio e Adriano Thiene, talvez tenha sido a competição entre as duas famílias a dar origem às incomuns dimensões do Palazzo Porto. De resto, é a própria posição do palácio, no fundo da praça, a tornar necessária uma acentuada monumentalidade, capaz de dominar o grande espaço aberto em frente: uma lógica experimentada poucos anos antes com o Palazzo del Capitaniato na Piazza dei Signori. 

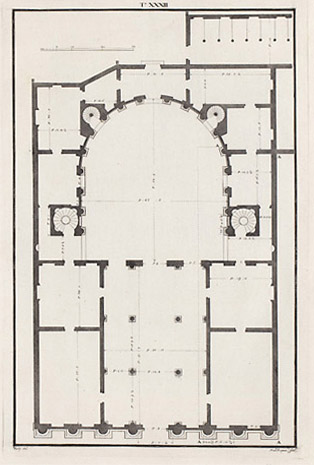
Planta por Ottavio Bertotti Scamozzi (1776), tendo por base o projecto incompleto de Palladio.

Com grande probabilidade, o palácio devia desenvolver-se em sete tramos e ter um pátio acabado em êxedra, como prova uma análise da alvenaria sobrevivente. Não é clara a razão da paragem das obras, que Vincenzo Scamozzi declara em 1615 ter levado pessoalmente à actual conclusão parcial. Os interiores foram fortemente alterados com o passar do tempo.
Em 1994 foi inserido pela UNESCO na lista do Património da Humanidade, juntamente com as outras obras arquitectónicas de Palladio na cidade.
Em Outubro de 2009, a fachada do edifício estava em restauro.

## Descrição

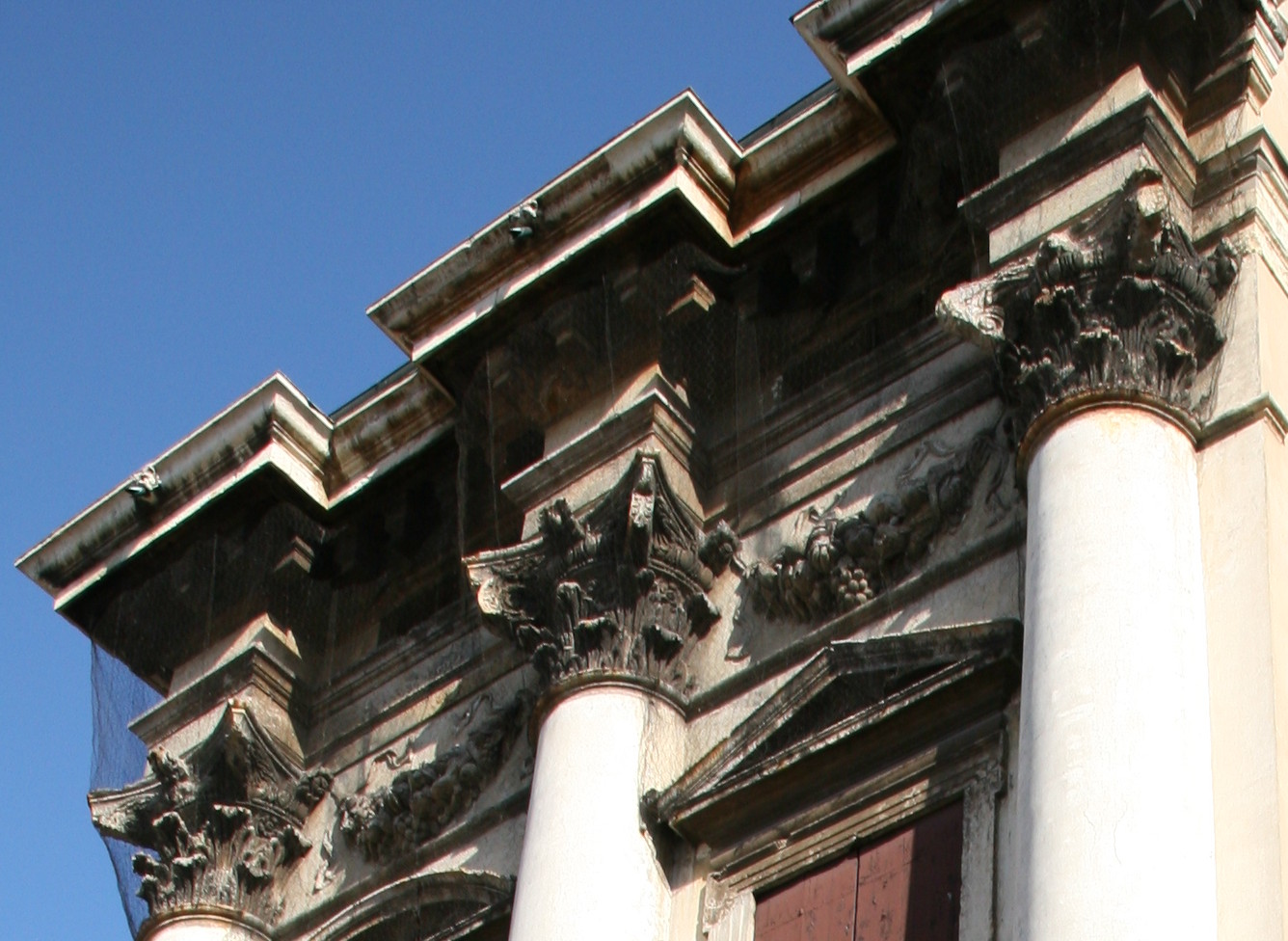
Detalhe do entablamento.

Os dois tramos construídos permitem definir a solução prevista para a fachada: uma ordem colossal de semicolunas, que ocupa boa parte da altura das paredes, está inserida em altas bases e é encimada por altos capiteis compósitos que continuam a elevação dinâmica. 
Os espaços entre as colunas são em pedra na parte inferior, enquanto o seu aspecto é animado, na parte superior, por outras aberturas, cujo balcão forma uma grande saliência apoiada por mísulas. 
As aberturas são encimadas por frontões triangulares e arcos convexos alternados, segundo o esquema regular dos sete tramos previstos; sobre cada janela, um friso em guirlanda de fruta preenche o espaço entre os capitéis. A extremidade superior, sob a cornija em forte saliência, é ocupada por um ático.